# Марьоара Трашке
Марьоара Трашке (29 жовтня 1962) — румунська академічна веслувальниця.
Срібна призерка Олімпійських Ігор 1984, 1988 років у складі вісімки, бронзова призерка 1988 року в складі розпашної четвірки зі стерновою.
Чемпіонка світу 1986 (розпашні четвірки зі стерновою), 1987 (вісімки), 1987 (розпашні четвірки зі стерновою) років, бронзова призерка 1985 року в складі вісімки.